# Рева, Александр Валерьевич
Алекса́ндр Вале́рьевич Ре́ва (род. 25 ноября 1970, Курган) — советский и российский футболист, полузащитник.

## Биография
Воспитанник курганского футбола (ДЮСШ-3). Первый тренер — Н. А. Киселёв. За команды мастеров начал выступать в 1988 году в составе команды 2 зоны второй лиги «Торпедо» (Курган).
В 1992 и 1994 годах в составе «Динамо-Газовика» провёл 47 матчей и забил 3 мяча в Высшей лиге чемпионата России (ещё один гол забил в аннулированном матче).
В 1995—2003 годах выступал за команды второго российского дивизиона.
| Год  | Команда              | Город        | Игр | Гол |
| ---- | -------------------- | ------------ | --- | --- |
| 1988 | «Торпедо»            | Курган       | 27  | 2   |
| 1989 | «Заураье»            | Курган       | 20  | 0   |
| 1989 | «Ермак»              | Курган       | 2   | 0   |
| 1990 | «Искра»              | Смоленск     | 39  | 2   |
| 1991 | «Искра»              | Смоленск     | 42  | 5   |
| 1992 | «Динамо-Газовик»     | Тюмень       | 24  | 4   |
| 1993 | «Динамо-Газовик»     | Тюмень       | 26  | 1   |
| 1993 | «Динамо-Газовик»     | Тюмень       | 5   | 0   |
| 1994 | «Динамо-Газовик»     | Тюмень       | 24  | 0   |
| 1995 | «ЦСК ВВС-Кристалл»   | Смоленск     | 37  | 2   |
| 1996 | «Иртыш»              | Тобольск     | 29  | 4   |
| 1997 | «Виктория»           | Назарово     | 34  | 1   |
| 1998 | «Виктория»           | Назарово     | 30  | 2   |
| 1999 | «Иртыш»              | Тобольск     | 12  | 0   |
| 1999 | «Металлург-Метизник» | Магнитогорск | 14  | 2   |
| 2000 | «Металлург-Метизник» | Магнитогорск | 26  | 1   |
| 2001 | «Строитель»          | Уфа          | -   | -   |
| 2001 | «Диана»              | Волжск       | 1   | 0   |
| 2002 | «Тобол»              | Курган       |     | 1   |
| 2003 | «Тобол»              | Курган       | 19  | 0   |